# Sara Driver
Sara Driver (* 15. prosince 1955) je americká nezávislá filmařka. Debutovala v roce 1981 dramatickým snímkem You Are Not I, na němž do značné míry spolupracovala se svým přítelem Jimem Jarmuschem. Později natočila ještě filmy Sleepwalk (1986) a When Pigs Fly (1993). Rovněž hrála v Jarmuschových filmech Trvalá dovolená (1980), Podivnější než ráj (1984) a Tajuplný vlak (1989). Na snímku Podivnější než ráj se zároveň podílela jako producentka. V roce 2017 po čtyřiadvaceti letech představila svůj nový film – dokument Boom for Real: The Late Teenage Years of Jean-Michel Basquiat.